# Abdullah al-Sooli
Abdullah al-Sooli (né le 20 janvier 1988 à Ar-Rustaq) est un athlète omanais, spécialiste du sprint.

## Carrière
Son record sur 100 m a été battu lors des Jeux olympiques de Pékin en 10 s 53 (vent 0,9). Il détient également l'actuel record d'Oman du relais 4 × 100 m, obtenu à La Mecque en 2011. Il avait déjà participé aux Championnats du monde juniors à Pékin en 2006.

## Palmarès
| Date | Compétition            | Lieu   | Résultat | Épreuve   | Temps   |
| ---- | ---------------------- | ------ | -------- | --------- | ------- |
| 2011 | Championnats panarabes | Al-Aïn | 3e       | 200 m     | 21 s 19 |
| 2011 | Jeux panarabes         | Doha   | 5e       | 100 m     | 10 s 56 |
| 2011 | Jeux panarabes         | Doha   | 2e       | 200 m     | 21 s 21 |
| 2011 | Jeux panarabes         | Doha   | 2e       | 4 x 100 m | 39 s 84 |